# Конференция католических епископов Беларуси
Конференция Католических Епископов в Беларуси (ККЕБ, бел. Канферэнцыя Каталіцкіх Біскупаў у Беларусі) — Конференция Католических Епископов Республики Беларусь, коллегиальный орган национального церковно-административного управления Католической Церкви в Беларуси.
Основана и утверждена 11 февраля 1999 года. Первым председателем стал кардинал Казимир Свёнтек.
Пресс-секретарем ККЕБ в настоящее время является кс. каноник Юрий Ясевич, секретарь архиепископа Минско-Могилевского.

## Председатели Конференции
1. Кардинал Казимир Свёнтек c 1999 года по 2006 год;
2. Епископ Александр Кашкевич с 2006 года по 3 июня 2015 года;
3. Архиепископ Тадеуш Кондрусевич с 3 июня 2015 года по 14 апреля 2021 года;
4. Епископ Олег Буткевич с 14 апреля 2021 года по 7 мая 2024 года;
5. Архиепископ Иосиф Станевский с 7 мая 2024 года по настоящее время.

## Состав
По данным на 2024 год в состав Конференции входят:
- Митрополит Минско-Могилёвской архиепархии Иосиф Станевский, председатель;
- Епископ Витебской епархии Олег Буткевич, вице-председатель;
- Епископ-помощник Минско-Могилёвской архиепархии Юрий Кособуцкий; генеральный секретарь.
- Епископ Пинской епархии Антоний Демьянко;
- Епископ-помощник Минско-Могилёвской архиепархии Александр Яшевский SDB;
- Епископ Гродненской епархии Владимир Гуляй;
- Епископ-помощник Пинской епархии Андрей Зноско.

## Структура
- Душепастырский центр при ККЕБ,
- Межъепархиальный церковный суд,
- Строительное бюро при ККЕБ,
- Комиссия по делам семьи при ККЕБ,
- Катехетическая секция,
- Секция по переводу литургических текстов и официальных документов Католической церкви Комиссии Божьего культа и дисциплины таинств при ККЕБ,
- Секция церковной музыки Комиссии Божьего культа и дисциплины таинств при ККЕБ,
- Ответственный за СМИ,
- Католическая Ассоциация для коммуникаций SIGNIS-БЕЛАРУСЬ.